# سونغجسا

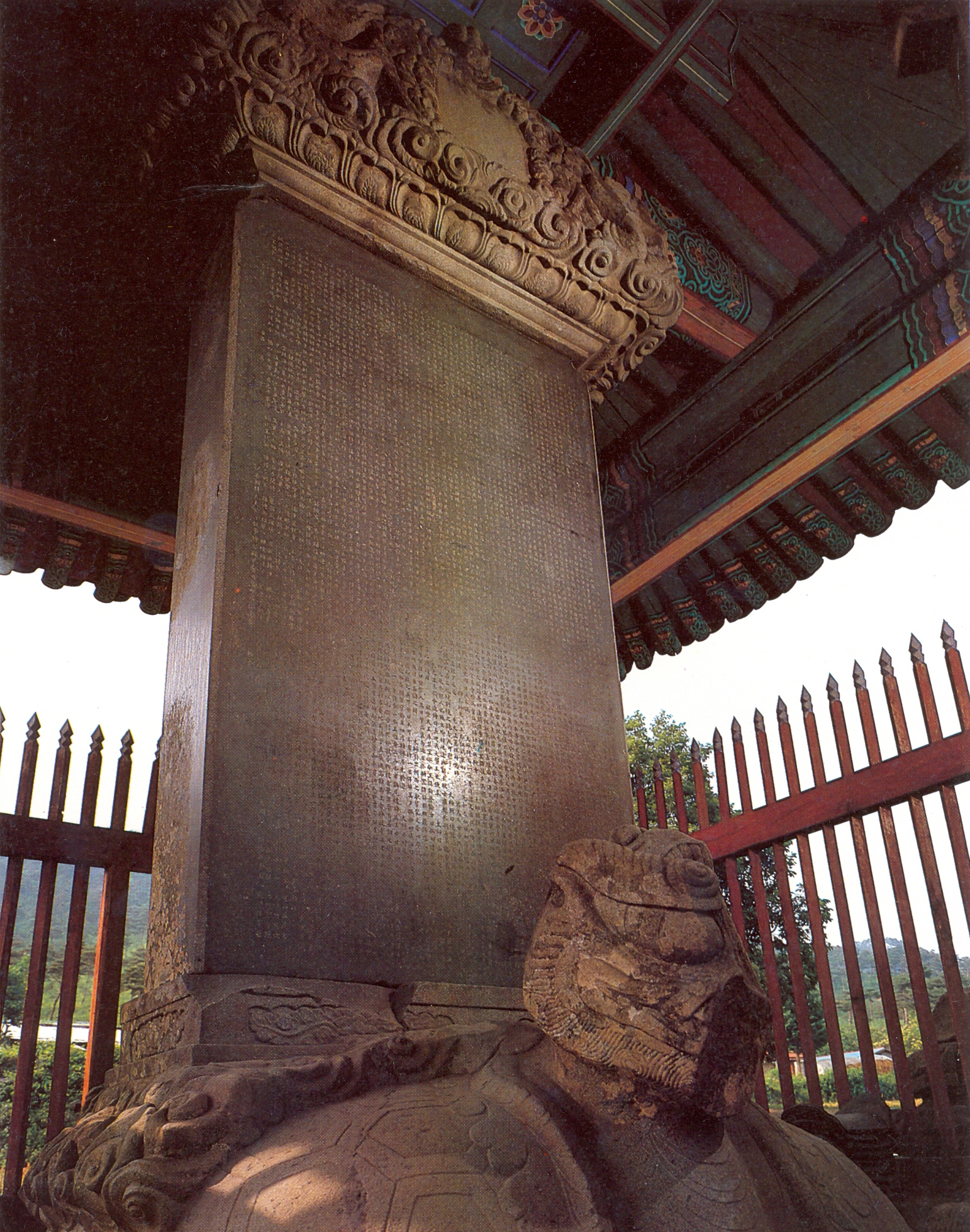

معبد سونغجسا (بالهانغل: 성주사지 / بالهانجا: 聖住寺址) هو الموقع التاريخي رقم 307 في كوريا الجنوبية ويقع في مدينة بوريونغ في مقاطعة تشنغتشونغ الجنوبية. بُني المعبد في عهد سلالة بايكتشي الكورية. وفقاً لكتاب سامغكساغي فإن المعبد بُني على يد الملك بوب في سنة 600 تقريباً ولعب دوراً مهماً ضمن مدارس الجبال التسعة خلال عهد دولتا الشمال والجنوب في شلا. أغلب بنية المعبد احترقت خلال الغزو الياباني لكوريا في القرن السادس عشر. مع ذلك فإن شاهد الراهب نانغهي ما يزال موجوداً ليومنا هذا، وبالإضافة إلى عدد من التماثيل البوذية والتي تعود لعهد سلالة بايكتشي وبعض القراميد من عهد سلالة شلا الموحدة. الشاهد هو الكنز الوطني الثامن. تعتبر الباغودا مثالاً رائعاً للأسلوب المعماري خلال عهد شلا الموحدة.
اشتهر المعبد لتواجد آثار من جميع فترات التاريخ الكوري حوله منذ القرن السابع وحتى عهد سلالة جوسون، وهو ما سمح للباحثين برؤية الفرق في تصميم القراميد وتماثيل بودا. اختير الموقع نفسه لاحتوائه على كنز وطني واحد وباغودا اثنتين وتصنف على أنهما كنز. من مشروع التنقيب، كُشف عن الموقع الأصلي حيث كُشف أن الجزء الشمالي الغربي كان يحتوي على جناح خاص والعديد من النصب.